# Sportvereniging Vridos
Sportvereniging Vridos is een Nederlandse omnisportvereniging uit de plaats Giessenburg (provincie Zuid-Holland). De naam komt voort uit de kreet 'VRIendschap DOor Sport'! De vereniging is opgericht op 10 augustus 1943. Vridos is lid van alle respectievelijke sportbonden in Nederland en telt in 2022 meer dan 550 leden.

## Geschiedenis
Het ontstaan van de vereniging is voortgekomen uit verveling. In de Tweede Wereldoorlog was er weinig vrijetijdsinvulling en daarom is de gymnastiekvereniging opgericht. Dit is bekend geworden in een gesprek met een aantal oprichters van de vereniging ter ere van het 40-jarig bestaan in 1983. Tijdens de oprichtingsvergadering van 10 augustus 1943 besloot het bestuur om de gymnastiekvereniging OKK uit Hardinxveld te vragen of zij ook onderdeel mochten uitmaken van de OKK. Tijdens de oorlogsjaren was het echter verboden verenigingen op te richten De nieuwe afdeling is destijds “Peursum” genoemd. Na de oorlog ging Vridos onder haar eigen naam verder. Deze naam was al tijdens de oprichtingsvergadering vastgesteld.
Naast de afdeling gymnastiek werd op 21 februari 1962 de afdeling wandelen opgezet. Deze afdeling is in de jaren '80 ter ziele gegaan. Op 2 maart 1973 werden de eerste judolessen gegeven en in 1968 de eerste volleybaltrainingen. Op 15 september 1969 werd de eerste competitiewedstrijd gespeeld. Tot op heden is dit een actieve afdeling met een behoorlijk aantal leden. Na het betrekken van de nieuwe sportzaal Neerpolder in 1984, werden de afdelingen basketbal en badminton opgericht. De afdeling basketbal is na enkele jaren gestopt door gebrek aan leden. De afdeling badminton daarentegen werd in korte periode één van de grootste afdelingen van de vereniging. Dat leidde tot inmiddels het bereiken van de op twee na hoogste divisie van Nederland. In de loop van de 80-er jaren ontstond er een afdeling Trim: de voorloper van het huidige Sport-in.
De afdeling gymnastiek laat zich naast het traditionele turnen (gymmen) in alle verscheidenheid zien. Zo is er een afdeling MOVE, waarin breakdance, streetdance, combirobic, bodyfit, sportfit, "Benen Billen Buik" en Vridos Hiit zijn vertegenwoordigd.

## Accommodaties
Vridos was het grootste gedeelte van haar bestaan gehuisvest in sportzaal 'Neerpolder', waar zij tussen 1984 en 2020 heeft gesport. In 2020 is zij verhuist naar sporthal 'De Giessenhal' op sportpark 'Doet Actief'. In deze sporthal heeft zij haar eigen geëxploiteerde kantine waar de 'Vridossers' na het sporten terecht kunnen voor een hapje en een drankje. De Giessenhal is verder van alle gemakken voorzien, heeft 3 segmenten met veel ruimte rond de velden en een zwevende vloer.
Naast de sporthal kent Vridos ook een buitenlocatie in de vorm van beachvolleybalvelden. Deze zijn voorzien van hoge omheining, geluid, verlichting, en eigen kleedruimtes, douches en horecagelegenheid. Deze velden worden samen met De Doetsekom geëxploiteerd.